# Mars (Band)
Mars war eine New Yorker No-Wave-Band, die von dem Sänger und Gitarristen Sumner Crane im Jahr 1975 gegründet wurde. Die weiteren Bandmitglieder waren China Burg (eigentlich Constance Burg; gelegentlich als Lucy Hamilton), Mark Cunningham (Bass), Nancy Arlen (Schlagzeug) und zeitweilig Rudolph Grey (Gitarre). Die Band spielte einen Liveauftritt unter dem Namen China, den sie dann in Mars änderte. Sie spielte eine Mischung aus Kompositionen und frei improvisierten Ambient-Noise Jams, mit surrealistischen Texten und unkonventionellem Schlagzeugspiel. Fast alle Bandmitglieder galten zum Zeitpunkt der Bandgründung als musikalische Laien (allerdings hatte Crane Erfahrung als Bluesgitarrist)
Mars spielten ungefähr zwei Dutzend Mal live, immer in Manhattan. Ihr erster Auftritt war Januar 1977 im CBGB's; ihr letzter am 10. Dezember 1978 im Max’s Kansas City. Ihr Schallplattendebüt war die 7-Inch-Single 3E/11,000 Volts (Rebel Records, später als 12"-Maxisingle bei ZE Records).
Die Gruppe veröffentlichte 1979 oder 1980 nach ihrer Auflösung (1978) eine Live-EP. Beide Aufnahmen wurden auf Lydia Lunchs Label Widowspeak Records unter dem Namen 78 im Jahr 1986 wieder aufgelegt; die Stücke waren von Jim Thirlwell leicht bearbeitet und neu abgemischt worden. Diese Platte wurde 1966  von Atavistic Records als CD unter dem Namen 78+ wiederveröffentlicht.
1978 erschienen Mars auf der bedeutenden, von Brian Eno produzierten Kompilation No New York, zusammen mit DNA, Teenage Jesus and the Jerks, and James Chance and the Contortions; diese Platte brachte das in Entstehung begriffene No-Wave-Genre in das allgemeine Bewusstsein.
1980 nahmen die Musiker von Mars zusammen mit denen von DNA die auf Mozarts Don Giovanni basierende No-Wave-Oper  John Gavanti auf.
Aufgrund von Beschwerden über Thirlwells Änderungen auf 78/78+ wurden sämtliche Studioaufnahmen von Mars (zusammen etwa 30 Minuten) von den Spanischen Labeln G3G und Spookysound erneut veröffentlicht. (Im Wesentlichen enthalten 78, 78+ und Mars LP: The Complete Studio Recordings, NYC 1977-1978 dieselbe halbe Stunde Musik mit geringen Unterschieden).
Mars war nach Suicide die erste No-Wave-Bandgründung und während ihrer kurzen Lebenszeit auch diejenige, die musikalische Konventionen am radikalsten auflöste. Lydia Lunch sagte über sie: „Ich sah Mars, bevor Teenage Jesus existierte. Das hat mich sehr ermutigt. Sie waren so dissonant, so offensichtlich durchgedreht. Es gab keine Kompromisse oder irgendwelche Zugeständnisse an irgendetwas, was vorher existiert hatte. Sie schöpften wirklich aus ihrer eigenen Qual.“. China Burg erzählt, dass sie ein Stück RTMT nannten, nachdem sie ein Kritiker als arty and empty bezeichnet hatte.
Mars löste sich 1978 ein paar Monate nach der Veröffentlichung von No New York auf, als Max's Kansas City schloss, das CBGB's sich mehr auf Rock hin orientierte und die Buchungen ausblieben.
Sumner Crane starb am 15. April 2003 an einem Lymphom, Nancy Arlen am 17. September 2006 nach einer Herzoperation. Mark Cunningham ging nach Spanien, wo er überprüfbar bis 2004 musikalisch aktiv war. China Burg ist ebenfalls noch aktiv.

## Diskografie
- "3-E" (b/w "11,000 Volts") – 7", 1978 (Rebel Records, RB 7802) (Später als 12" von ZE)
- No New York – LP, 1978 (Antilles/Island) (Als CD wiederaufgelegt) (Kompilation mit drei anderen Bands)
- Mars – 12" EP (live), 1979 oder 1980 (Lust/Unlust/Infidelity)
- John Gavanti – LP, 1980 (Hyrax) (CD wiederauflage auf Atavistic) (mit Crane, Cunningham, Burg)
- 78 – LP, 1986 (Widowspeak)
- Live Mars 77-78 – CD, 1995 (DSA) (Frankreich)
- 78+ – CD, 1996 (Atavistic)
- Mars LP: The Complete Studio Recordings, NYC 1977-1978 – CD, 2003 (G3G/Spookysound) (Spanien) (wiederaufgelegt als LP bei Important und als CD bei No More 2008)